# El senyor de les mosques (llibre)
El Senyor de les Mosques és una novel·la escrita l'any 1954 pel britànic William Golding, guanyador del Premi Nobel de literatura sobre un grup de nois britànics encallats en una illa deserta que tracten d'autogovernar-se amb resultats desastrosos. Els temes inclouen la tensió entre el pensament de grup i la individualitat, entre les reaccions racionals i irracionals i entre moralitat i immoralitat.
Es tracta de la primera novel·la de Golding que va ser inclosa dins de Modern Library 100 Best Novels, i que compta amb dues adaptacions cinematogràfiques, una de Peter Brook l'any 1963 i una dirigida per Harry Hook l'any 1990. La seva temàtica controvertida sobre la naturalesa humana i el bé comú la va fer mereixedora de ser considerada l'any 2005 una de les millors novel·les en llengua anglesa del segle XX per la revista Time, així com un dels millors 100 llibres per a adolescents de tots els temps (100 Best Young-Adult Books of All Time)

## Resum
Un avió que transporta estudiants britànics, cau a terra estavellant-se contra una illa inhabitada. Els únics supervivents de l'accident són alguns nens, els quals es veuen obligats a sobreviure, havent mort tots els adults.
Ralph i Piggy, dos dels nois grans, troben un cargol de mar que fan sonar per reunir la resta dels supervivents. Des d'aquest moment, el cargol de mar serà utilitzat com a símbol d'autoritat i per a tenir dret a la paraula, a més de ser emprat per convocar a tots a una assemblea quan la situació ho requereixi. Ralph és elegit democràticament com a líder del grup, tot i que Jack, un altre dels nois més forts, desitjava ser-ne el cap. Per acontentar Ralph, el deixa a càrrec del grup de caçadors. El líder decideix que cal encendre una foguera, de manera que pugui generar un senyal constant de fum i així ser rescatats per algun vaixell que la veiés. Per encendre el foc, utilitzen les ulleres d'en Piggy aprofitant els raigs del sol. Des d'aquell moment, Ralph insistirà durant tota l'estada a l'illa en la idea que abandonar la foguera seria renunciar a la idea de ser rescatats i deslliurar-se de la vida com a salvatges, raó per la qual es designen encarregats de vigilar que la foguera no s'apagui en cap moment.
Amb el pas del temps, alguns dels nois emprenen conductes violentes i irracionals. Jack és el primer, que en no haver estat elegit com a cap del grup, sent una rivalitat i odi cap a Ralph, gaudint al mateix temps d'insultar i menystenir Piggy. Es queixa de la importància que donen a la foguera i al cargol de mar, mentre ell i el seu grup estan cada vegada més obsessionats amb la idea de caçar un senglar, acció que finalment porten a terme.
Progressivament, la por es fa més present a mesura que augmenten els rumors d'una bèstia que habita l'illa. Encara que cap dels nois grans creu que això sigui possible, la idea els aterreix igualment. Una nit, mentre els bessons Sam i Eric cuiden la foguera, veuen una criatura desconeguda, la qual cosa els fa fugir corrent esporuguits. Els altres decideixen anar a investigar armats amb llances, deixant els «petits» a cura d'en Piggy. El grup liderat intermitentment per Ralph i Jack recorre l'illa durant tot el dia. A mesura que enfosqueix i la rivalitat entre tots dos augmenta, la majoria decideix retirar-se i tornar amb els altres, només Ralph, Jack i Roger arriben a la muntanya on, enmig de la penombra, aconsegueixen veure La Bèstia, moment en què surten corrent espantats. Després, quan discuteixen què ha passat, Ralph expressa que els caçadors són incapaços de lluitar contra La Bèstia, ja que en el fons són només nens armats amb pals. Jack s'enfurisma pel comentari i convoca una assemblea, en la qual acusa Ralph de no haver-se enfrontat a la bèstia, el denuncia per titllar d'inútils els seus caçadors i es queixa perquè no sap caçar, només donar ordres. Animat per la situació, pregunta enèrgic qui del grup creu que Ralph hauria de deixar de ser el líder, però ningú no aixeca la mà. Humiliat, abandona el grup. Més tard els seus caçadors es reuneixen amb ell i atrapen un altre senglar, al qual tallen el cap i el deixen clavat en una estaca com a ofrena a La Bèstia.
Simon, un nen tímid que de tant en tant ajuda Ralph i Piggy, considerat estrany pels altres perquè pateix desmais freqüents, decideix endinsar-se sol al bosc, dirigint-se cap a una clariana on aconsegueix calmar els seus atacs. Allí troba el cap del senglar clavat a l'estaca, en evident estat de descomposició, regalimant sang i cobert de mosques. Terroritzat, Simon pateix una al·lucinació en la qual el cap de senglar li parla i s'identifica com a Senyor de les Mosques, mentre es burla d'ell i dels altres per creure que La Bèstia és una criatura que es pot caçar, assegurant que la fera és a totes bandes, la qual cosa es pot interpretar com una al·lusió a la maldat humana. A l'escena, es dona a entendre que Simon ja ho sabia des d'abans, ja que durant una assemblea va tractar d'expressar al grup que La Bèstia eren ells mateixos, però la resta del grup se n'hi van riure. Simon es desmaia i en despertar camina fins a la muntanya, on els nois havien vist la que creien era La Bèstia, però amb la llum del dia s'adona que només és el cadàver d'un paracaigudista que s'aixeca mogut pel vent. Tot i estar exhaust decideix baixar a explicar-ho a tothom.
Mentrestant, Jack i el seu grup es presenten als altres amb màscares i els cossos pintats com a salvatges, els conviden a menjar el senglar que han caçat i a què considerin unir-se a la seva tribu. Gairebé tots els nois se'n van amb el nou grup i celebren una festa cantant i menjant. Ralph, Piggy i els bessons són els últims a arribar. Jack, a qui els altres diuen «cap», els pregunta qui formarà part de la seva tribu, qüestió que genera una discussió amb Ralph que acaba quan comença a ploure. Aleshores, tots comencen una frenètica dansa en la qual simulen caçar un senglar. Enmig de la follia col·lectiva apareix Simon que tracta d'explicar-los la seva troballa. Però en lloc d'escoltar-lo el grup l'estossina fins a la mort, convertint-lo en la víctima real de la cacera que estaven simulant.
L'escissió del grup en dos bàndols es fa més palesa a partir de la festa, i la rivalitat creix cada dia que passa. El grup inicial queda reduït a Ralph, Piggy i els bessons, juntament amb la mainada dels petits, mentre el grup dels caçadors, amb Jack i Roger al capdavant dels més grans, creix i se'ls imposa amb violència, recorrent a robatoris i a fets vandàlics. El darrer enfrontament, motivat pel robatori de foc i de les ulleres trencades de Piggy —que fan possible tornar-lo a encendre—, culmina amb la incorporació dels bessons al grup dels caçadors, la mort de Piggy i l'aïllament definitiu de Ralph, el qual acaba sent objecte d'una cacera ferotge i sistemàtica al llarg i ample de l'illa per part del grup dels caçadors. De resultes de la persecució, infructuosa, l'illa és incendiada. Tanmateix, el foc propicia que un vaixell de guerra descobreixi l'existència dels supervivents a l'illa i fa possible, finalment, la seva salvació.

## Personatges
Ralph: Un noi ros que actua com a líder dels nois des del moment que agafa la conquilla i que intenta mantenir l'ordre i un senyal de fum per tal de ser rescatats.
Porquet: Amic de Ralph, que porta ulleres, és rodanxó, poc àgil i asmàtic, i que sovint és ridiculitzat per tots. Tanmateix és un pensador que toca de peus a terra i que dona suport a Ralph incondicionalment. Roger el mata amb el llançament d'una roca.
Jack: Un noi pèl-roig, arrogant, líder d'un cor que sovint s'enreda en discussions amb Ralph per temes diversos. Més tard se separa de la comunitat per formar la seva pròpia tribu salvatge.
Simon: Un savi i filosòfic membre del cor de Jack incialment, però que és l'únic que dona suport a Ralph i Piggy. Esbrina qui és el senyor de les mosques i intenta alertar els altres nois, però té una al·lucinació i acaba mort d'una pallissa.
Roger: Un noi silenciós que més tard es revela com algú sàdic que gaudeix convertint-se en el torturador en cap de Jack.
Sam and Eric (Samneric): Els bessons, més petits, que donen suport a Ralph. Més tard, els forcen amb l'amenaça de tortura a unir-se a la tribu de Jack.
L'Oficial: Un oficial naval que rescata els nois de l'illa. No entén la salvatgia dels nois.

## Temes
A un nivell al·legòric, el tema central és els impulsos conflictius humans envers la civilització i l'organització social – viure segons unes regles, en pau i harmonia – i envers la voluntat de poder. els temes inclouen la tensió entre el pensament de grup i la individualitat, entre les reaccions racionals i emocionals, i entre moralitat i immoralitat. La forma com es desenvolupen aquestes forces i la manera com les distintes persones senten la seva influència constitueixen un subtext important en l'obra, segons un assaig del crític literari estatunidenc Harold Bloom.

## Edicions en català
- Senyor de les Mosques, de William Golding, traduït de l'anglès per Manuel de Pedrolo, Edicions 62, «El Balancí», Barcelona, 1966. Hi ha diverses edicions, la més recent dins d'«Estrella Polar», 2009, ISBN-13 : 978-8499320649

Vegeu també
- El cor de les tenebres
- Dos anys de vacances